# Matthias Kneussel
Matthias Kneussel (* 23. Januar 1966 in Darmstadt) ist ein deutscher Neurowissenschaftler und Hirnforscher.

## Leben
Kneussel legte 1985 an der Georg-Büchner-Schule in Darmstadt das Abitur ab und studierte von 1987 bis 1993 an der TU Darmstadt Biologie. Im Jahr 1993 schrieb er seine Diplomarbeit am Max-Planck-Institut für Biophysik in Frankfurt am Main.
Nach dem Studium wechselte er 1994 nach England an das University College London (UCL) in das „Department of Pharmacology“. Er etablierte mittels homologer Rekombination in embryonalen Stammzellen ein „knock-in“ Mausmodell mit einer Punktmutation an der Q/R-Stelle der NMDA Rezeptor Untereinheit NMDAR1 (GluN1). Nach mehrjähriger experimenteller Forschungsarbeit als „PhD-Student“ in London, England wurde Kneussel mit der Arbeit „Ein transgenes Mausmodell mit der N598R-Mutation in der NMDAR1-Rezeptor-Untereinheit mittels Gene Targeting“ 1997 an der TU Darmstadt der akademische Grad Doctor rerum naturalium (Dr. rer. nat.) verliehen.
Von 1997 bis 2002 war Kneussel zunächst als wissenschaftlicher Mitarbeiter, später als Teamleiter der Arbeitsgruppe „Neurotransmitter-Rezeptoren“ am Max-Planck-Institut für Hirnforschung in Frankfurt am Main tätig. Während dieser Zeit untersuchte er zahlreiche Protein-Protein Interaktionen an der postsynaptischen Dichte glyzinerger und GABAerger Synapsen und wurde im Jahre 2001 mit dem Nachwuchsforscher-Preis der Deutschen Neurowissenschaftlichen Gesellschaft ausgezeichnet. Mit der Schrift „Molekulare Organisation von membranständigen und Membran-assoziierten Proteinen zentraler Synapsen im Nervensystem von Säugern“ habilitierte er sich 2004 an der Universität Frankfurt am Main für das Fach Biochemie.
2002 wurde Kneussel als unabhängiger Arbeitsgruppenleiter an das Zentrum für Molekulare Neurobiologie Hamburg (ZMNH) des Universitätsklinikums Hamburg-Eppendorf berufen. Er habilitierte sich erneut an der Universität Hamburg und erhielt 2005 die „venia legendi“ für die Fächer Genetik und Molekularbiologie. Im Jahre 2006 erhielt Kneussel den Förderpreis der Heidelberger  Chica und Heinz Schaller Stiftung. Seit 2010 ist er Professor und Direktor, des im gleichen Jahr neu gegründeten Instituts für „Molekulare Neurogenetik“ am ZMNH des Universitätsklinikums Hamburg-Eppendorf.

## Forschungsthemen
Kneussel forscht auf der molekularen und zellulären Ebene des Gehirns. Er wurde für seine Arbeiten zur synaptischen Verankerung von inhibitorischen Glyzin- und GABA-A Rezeptoren durch das postsynaptische Protein Gephyrin bekannt. Gemeinsam mit anderen Wissenschaftlern am Max-Planck-Institut für Hirnforschung in Frankfurt am Main konnte er erstmals mit genetischen Methoden im Mausmodell zeigen, dass Gephyrin für die Rezeptordichte GABAerger Synapsen essentiell ist. Zusammen mit Heinrich Betz entwickelte er ein Modell zur Beschreibung eines zentralen Gephyrin-Proteingerüsts an der inhibitorischen Postsynapse, welches als Plattform für die synaptische Verankerung von Neurotransmitter-Rezeptoren fungiert. Weitere Arbeiten von Kneussel zeigten, dass Proteine der exzitatorischen und inhibitorischen Synapse (GRIP1, Gephyrin) Aufgaben im neuronalen Transport von intrazellulären Vesikeln übernehmen, indem sie Neurotransmitter-Rezeptoren als Adaptorproteine an molekulare Motoren (Motorprotein-Komplexe) koppeln. Aus diesen Arbeiten und Arbeiten anderer Wissenschaftler leitet sich die Theorie ab, dass bestimmte synaptische Proteine duale Funktionen vermitteln, indem sie sowohl die Spezifität von Rezeptor-Transport zu einer Synapse als auch die Rezeptor-Verankerung an einer Synapse regulieren. Spätere Forschungsarbeiten identifizierten Transport- und Verankerungsproteine GABAerger Synapsen, wie Muskelin und Radixin. Kneussel erforscht mit neurogenetischen Methoden im Mausmodell wie synaptische Aktivität und neuronale Plastizität intrazellulären Transport durch molekulare Motoren zu und von Synapsen beeinflussen und wie neu synthetisierte Proteine gezielt zu solchen Synapsen gesteuert werden die an Lern- und Gedächtnisleistungen beteiligt sind.
Aktuelle Forschungsthemen befassen sich mit der molekularen Untersuchung kognitiver Prozesse wie Lernen und Gedächtnis sowie mit psychiatrischen Erkrankungen und Gedächtnisverlust.

## Veröffentlichungen (Auswahl)
- M. Kneussel, W. Wagner: Myosin motors at neuronal synapses: drivers of membrane transport and actin dynamics. In: Nat Rev Neurosci. 14(4), Apr 2013, S. 233–247. doi:10.1038/nrn3445. Review. PMID 23481482.
- C. Janke, M. Kneussel: Tubulin post-translational modifications: encoding functions on the neuronal microtubule cytoskeleton. In: Trends Neurosci. 33(8), Aug 2010, S. 362–372. doi:10.1016/j.tins.2010.05.001. Review. PMID 20541813.
- A. Dumoulin, A. Triller, M. Kneussel: Cellular transport and membrane dynamics of the glycine receptor. In: Front Mol Neurosci. 2, 2009, S. 28. doi:10.3389/neuro.02.028.2009. PMID 20161805; PMC 2820378 (freier Volltext).
- M. Kneussel: Postsynaptic scaffold proteins at non-synaptic sites. The role of  postsynaptic scaffold proteins in motor-protein-receptor complexes. In: EMBO Rep. 6(1), Jan 2005, S. 22–27. PMID 15643447; PMC 1299229 (freier Volltext).
- M. Kneussel, H. Betz: Clustering of inhibitory neurotransmitter receptors at developing postsynaptic sites: the membrane activation model. In: Trends Neurosci. 23(9), Sep 2000, S. 429–435. Review. PMID 10941193.